# Julija Naval'naja
Julija Borisovna Abrosimova, vedova Naval'naja (in russo Юлия Борисовна Абросимова - Навальная?, trasl. anglosassone: Yulia Borisovna Abrosimova - Navalnaya; Mosca, 24 luglio 1976), è un'economista e politica russa.
Descritta come la first lady dell'opposizione russa al presidente Putin, dopo la morte di Aleksej Naval'nyj, suo marito, è indicata dai media occidentali come una potenziale leader di tutta la dissidenza.

## Biografia

### Primi anni
Nata nel 1976 a Mosca, figlia di uno scienziato, Boris Aleksandrovič Abrosimov (1952-1996). Sua madre lavorava per il Ministero dell'industria leggera; i genitori divorziarono quando Julija era in quinta elementare, sua madre si sposò una seconda volta, con un dipendente del Comitato di pianificazione statale dell'Unione Sovietica. Nel 2020, il giornalista Oleg Kašin ha affermato che il vero padre di Julija è Boris Borisovič Abrosimov, segretario dell'ambasciata russa in Gran Bretagna, associato ai servizi speciali, e sua zia è Elena Borisovna Abrosimova, una delle autrici della Costituzione russa. Il marito di Julija, Alexei Navalny, in risposta a ciò, ha pubblicato il certificato di morte di suo suocero Boris Aleksandrovič, datato 1996.

### Insieme ad Aleksej Naval'nyj
Julija si è laureata presso la Facoltà di Relazioni economiche internazionali dell'Università russa di economia Plechanov, poi ha fatto uno stage all'estero, ha studiato in una scuola di specializzazione e ha lavorato per qualche tempo in una delle banche di Mosca. Nell'estate del 1998, durante una vacanza in Turchia, Julija incontrò il suo coetaneo Aleksej Naval'nyj, un avvocato, anche lui residente a Mosca. Nel 2000, è diventata la moglie di Naval'nyj, in seguito ha dato alla luce due figli: Dar'ja (2001) e Zachar (2008). Ha aiutato i genitori di suo marito nelle loro attività legate alla tessitura di cesti. Nel 2000 aderisce insieme a suo marito nel partito socioliberale e filo-occidentale Jabloko. Nel 2010 esce da Jabloko dopo l'espulsione del marito, il quale era stato criticato dai dirigenti del partito per le sue posizioni nazionaliste e la sua partecipazione alla "Marcia Russa", una manifestazione annuale alla quale partecipava l'estrema destra, dai monarchici ai suprematisti bianchi.

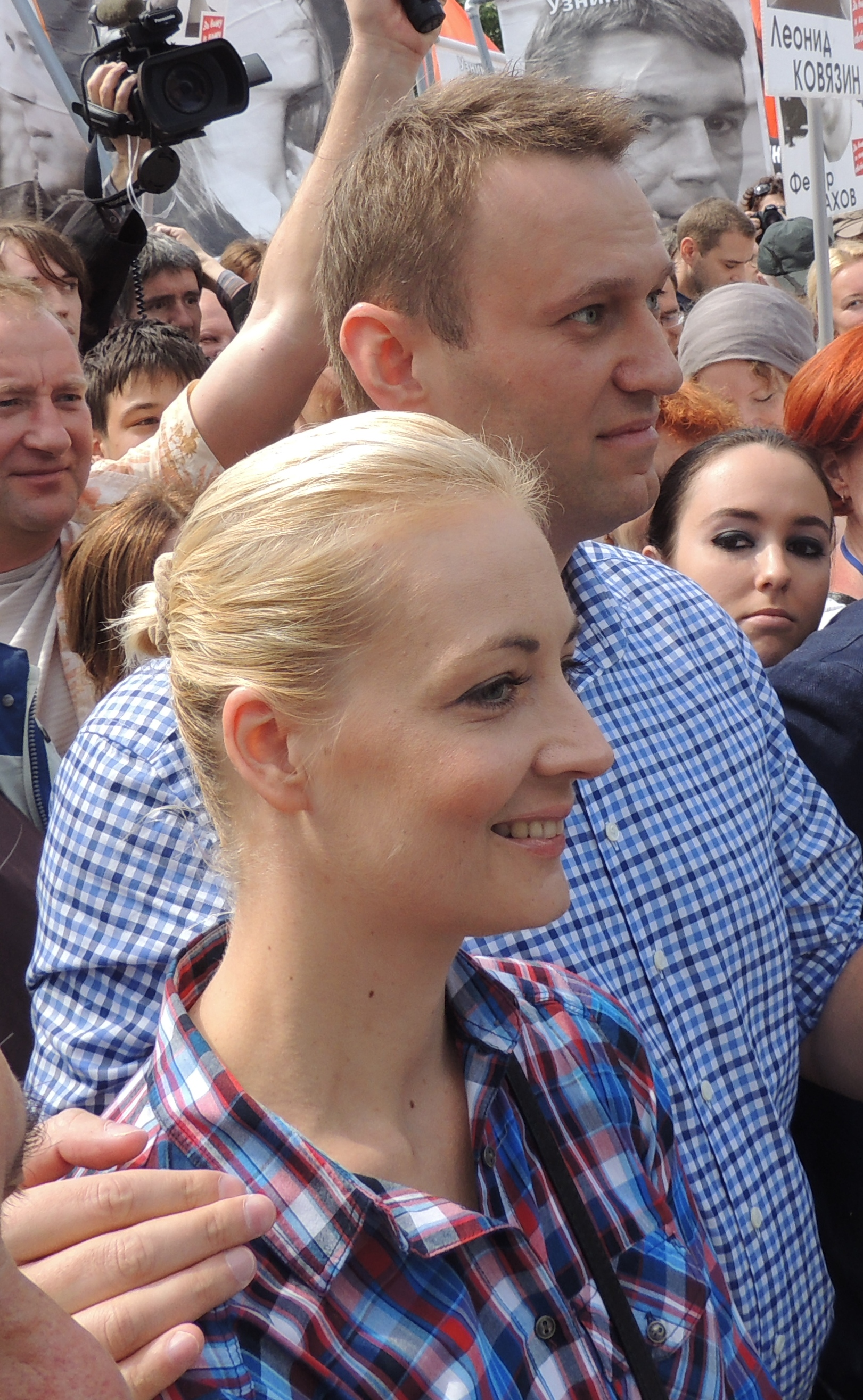
Aleksej e Julia Naval'naja

Dopo il 2007, Aleksej Naval'nyj ha guadagnato la fama tra i russi come blogger e politico oppositore. Julija è diventata la prima segretaria e assistente di suo marito. La vita della famiglia è diventata notevolmente più pubblica, così che Naval'naja è stata sotto i riflettori come la "first lady dell'opposizione russa". Gli osservatori notano che non ha mai cercato di posizionarsi come una figura indipendente: Julija si comporta sempre come una moglie e compagna devota ("la moglie dei decabristi"), pronta per dichiarazioni dure e azioni decisive se suo marito ne ha bisogno, ma non direttamente collegata alla politica. Ha parlato a una serie di comizi; ha chiamato il capo della Guardia Russa Viktor Zolotov, che nel settembre 2018 ha sfidato Aleksej Naval'nyj a un "duello", come un "ladro, vigliacco e bandito sfacciato".
Julija ha attirato l'attenzione del pubblico alla fine dell'estate e all'inizio dell'autunno del 2020, quando suo marito è stato ricoverato d'urgenza a Omsk, in Russia, perché sospettato di avvelenamento. Ha chiesto che Aleksej fosse rilasciato in Germania per cure, e si è persino rivolta direttamente al presidente russo Vladimir Putin..  Ha seguito suo marito a Berlino, dove le perizie mediche hanno confermato il tentato avvelenamento, era accanto a lui all'ospedale Charité, e Naval'nyj in seguito ha pubblicato un messaggio "Julija, mi hai salvato".
Nel gennaio 2021, Julija è tornata in Russia con suo marito. Dopo che Aleksej è stato arrestato al controllo di frontiera, ha dichiarato che l'arresto e la chiusura dell'aeroporto di Vnukovo erano una manifestazione della paura delle autorità russe nei confronti di Naval'nyj. "Aleksej ha detto che non ha paura", ha dichiarato. “E nemmeno io ho paura. E vi esorto tutti a non aver paura." Successivamente, Julija ha accusato i funzionari della sicurezza di essere "perseguitata come moglie di un nemico del popolo", ha scritto su Instagram." Il 21 gennaio, Julija ha annunciato che avrebbe partcipato alle proteste di massa a sostegno di suo marito a sostegno di Aleksej Naval'nyj. Il 23 gennaio è stata arrestata, ma rilasciata la stessa sera.
Il 16 febbraio 2024 il servizio carcerario russo ha annunciato la morte del marito in una prigione del Circondario autonomo Jamalo-Nenec, dopo aver fatto una passeggiata ed essersi sentito male. L'ultimo messaggio pubblicato sull'account social media del dissidente, il giorno precedente, era stata una breve dedica per lei, scritta il 14 febbraio per il giorno di San Valentino: «tesoro, con te tutto è come in una canzone: tra noi ci sono città, luci di aeroporti, tempeste di neve blu e migliaia di chilometri. Ma sento che sei vicina... ogni secondo e ti amo sempre di più».

### Dopo la morte di Aleksej Naval'nyj

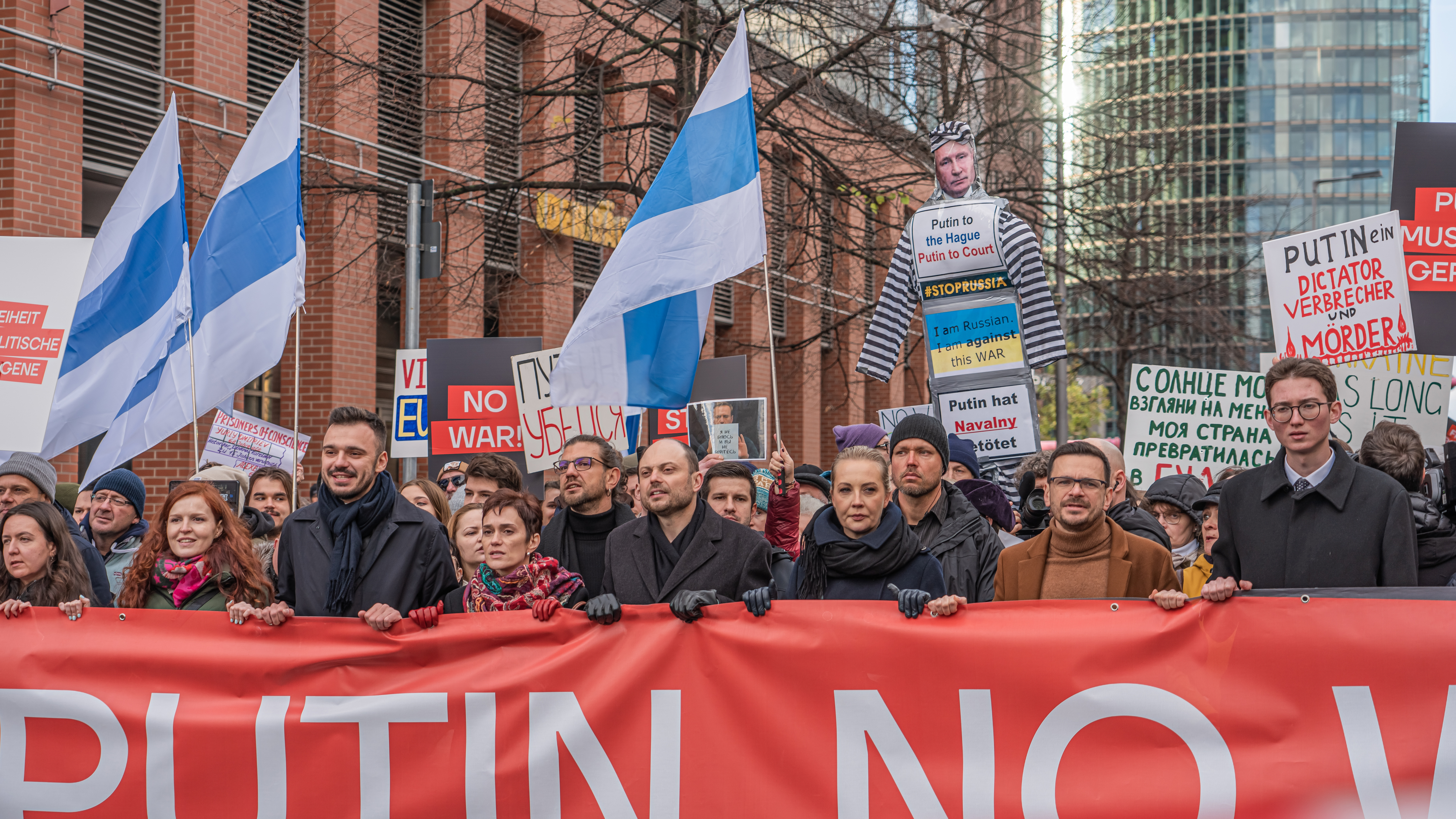
Vladimir Kara-Murza, Yulia Navalnaya, Il'ja Jašin e Ruslan Shaveddinov durante la protesta anti-guerra del 17 novembre 2024

Il 19 febbraio 2024 annuncia di voler continuare l'attività politica del marito, che ritiene essere stato assassinato, come leader di Russia del Futuro. Intervenendo al Parlamento europeo, ha definito Putin "un mafioso". Presiede inoltre la Fondazione Anti-corruzione e i Navalny's Headquarters e a luglio 2024 è succeduta a Garry Kasparov alla guida della Human Rights Foundation. Il politologo Abbas Gallyamov ha paragonato Navalnaya alla figura di Corazon Aquino, mentre il politico italiano Roberto Giachetti propose di candidarla alle elezioni europee con la lista Renew Europe.
Naval'naja risiede in Germania con i figli dalla condanna del marito, e non ha potuto partecipare ai funerali di Naval'nyj, per motivi di sicurezza. Da subito dopo la sua dichiarazione di voler fare politica, la propaganda del governo russo ha cominciato una campagna di screditamento personale come effettuato solitamente contro i capi dissidenti.

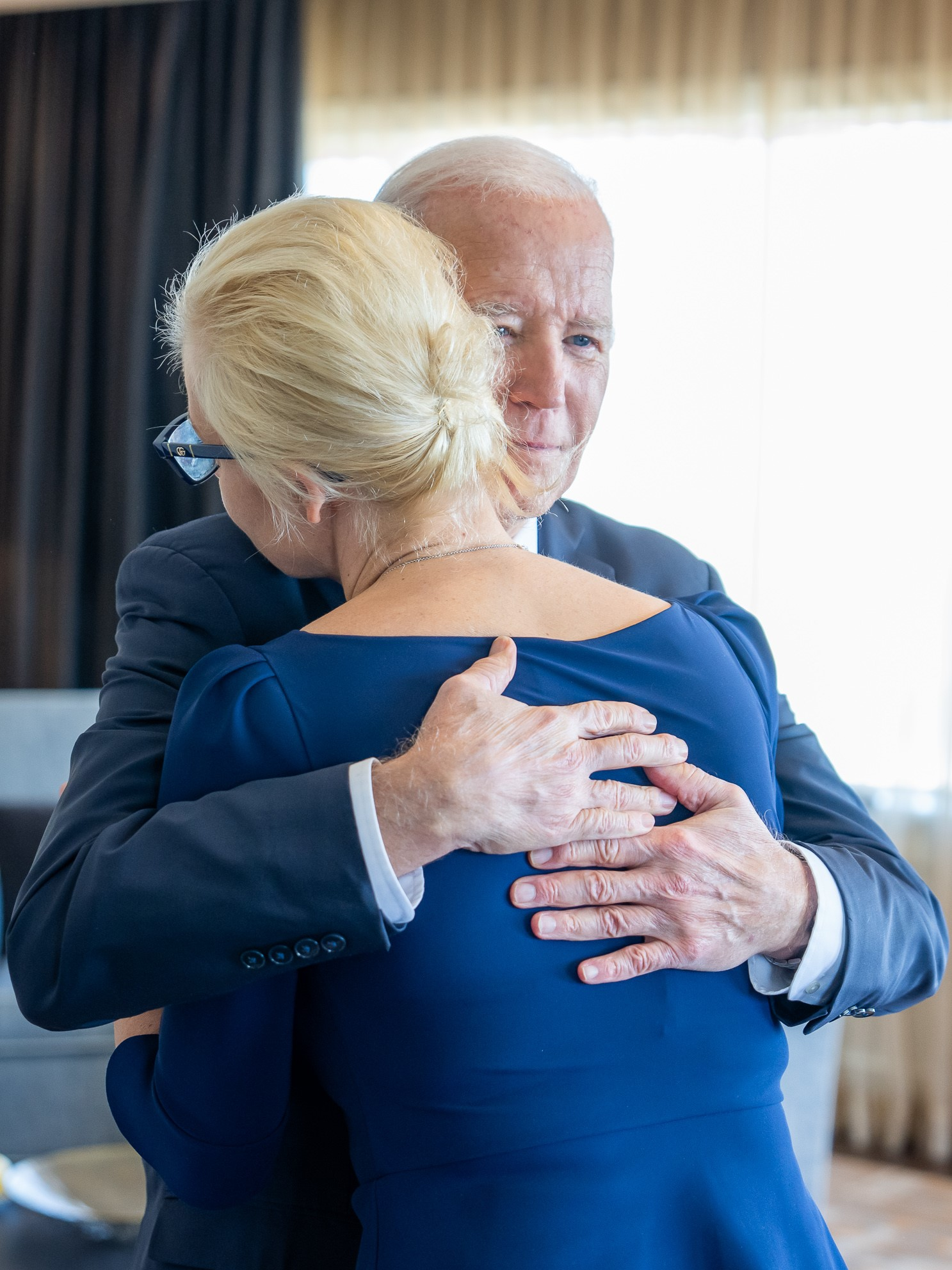
Incontro di Julija Naval'naja con Joe Biden a San Francisco il 22 febbraio 2024

Nel luglio 2024 un tribunale di Mosca l'ha inserita in una lista di ricercati internazionali per il reato di "estremismo", una delle accuse mosse ai dissidenti di Putin e al partito Russia del Futuro, considerato estremista e "terrorista". Ha dichiarato di volersi candidare in futuro alle elezioni presidenziali russe. Un anno dopo la morte del marito, ha detto in un discorso, citando e parafrasando anche una battuta del film V per Vendetta, che «Navalny non è solo un nome. È un'idea. E le idee non possono essere uccise. La Russia non è Putin. Dobbiamo lottare per la libertà. E questa lotta non finirà finché non avremo vinto».
Il 4 giugno 2025, in concomitanza con il compleanno di Naval'nyj, Julija Naval'naja e Reporter Senza Frontiere hanno lanciato la TV satellitare anti-putinista "Futuro della Russia".
Pochi giorni dopo è intervenuta nuovamente al Parlamento europeo rispondendo alle domande dei deputati assieme a Vladimir Kara-Murza e Il'ja Jašin. Ha chiesto che i finanziamenti destinati a Radio Free Europe dall'Unione europea dopo che gli Stati Uniti li hanno bloccati possano essere dirottati sul nuovo progetto di canale televisivo della Fondazione, e che milioni di russi sarebbero potenzialmente contrari al regime di Putin.
Navalnaya si è espressa contro la cosiddetta decolonizzazione della Russia, ovvero la proposta di smembramento della Federazione portata avanti da gruppi come il Forum delle Nazioni Libere della Post-Russia.

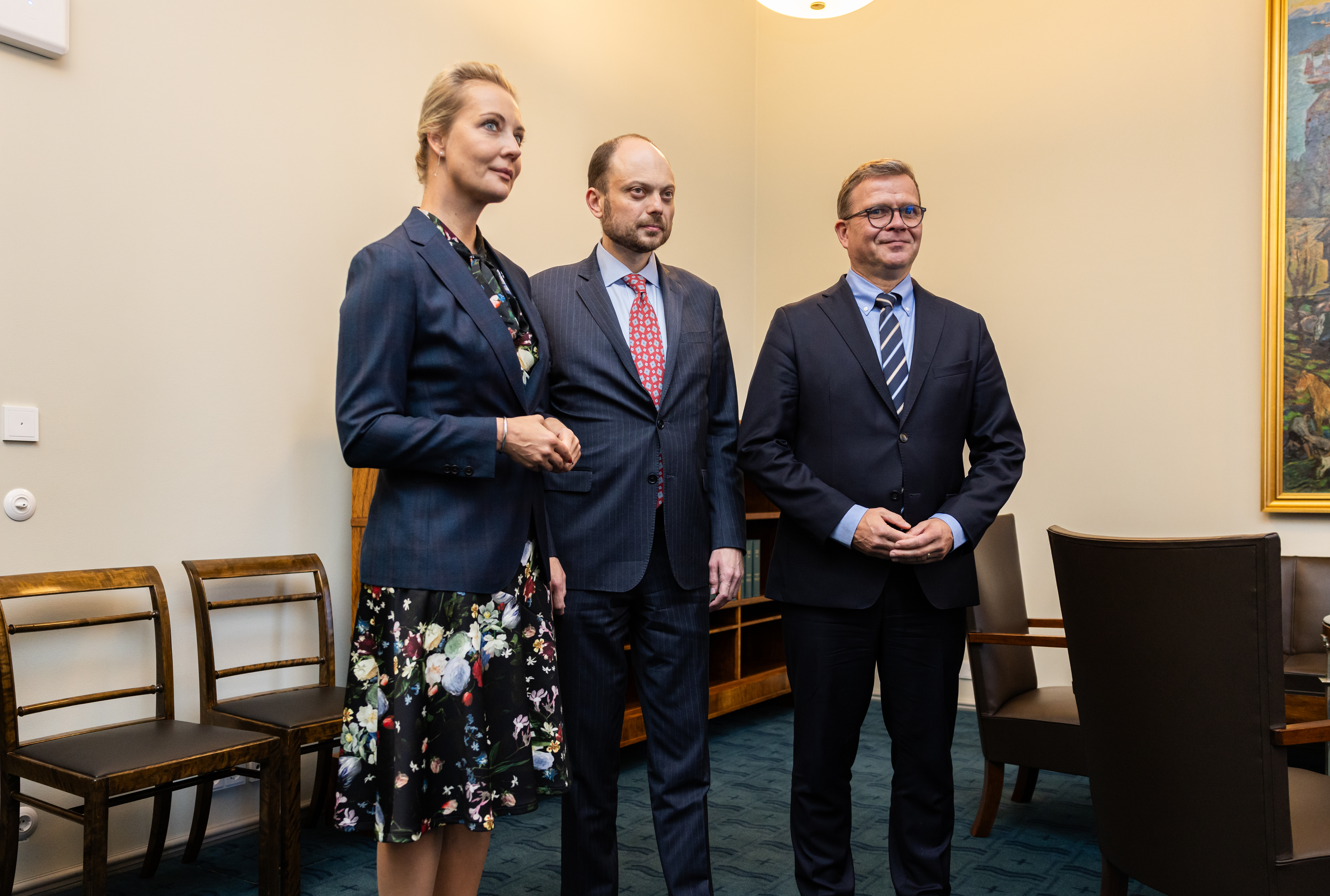
Julija Naval'naja e Vladimir Kara-Murza con il primo ministro finlandese Petteri Orpo

Un'altra posizione controversa e contestata come "imperialista" e nazionalista dai sostenitori dell'Ucraina è quella sull'annessione della Crimea; al tempo Naval'nyj si era schierato nel 2023 per la piena legittimità della sovranità ucraina, mentre Navalnaya ha dichiarato nel 2025 che «de jure, la Crimea appartiene all'Ucraina; de facto, appartiene alla Russia. È una questione molto complicata. Persino l'Ucraina e i funzionari ucraini concordano sul fatto che sia complicata», facendo riferimento ai crimeani che hanno preso il passaporto russo (che a molti è stato imposto) e ai russi trasferitisi lì dopo il 2014.

## Premi e onorificenze
- Human Rights Prize della Oslo Freedom Forum (2024)
- Magnitsky Human Rights Awards (2024)
- Premio del Patriarcato di Constantinopoli (2024)
- DW Freedom of Speech Award (2024)
- La Vanguardia Prize (Premios Vanguardia), categoria internazionale (2024)